# Časopis Společnosti přátel starožitností
Časopis Společnosti přátel starožitností začal vycházet roku 1893, a patří tak k nejstarším českým periodikům věnovaným historii, archeologii, dějinám umění a historické vlastivědě. Časopis je vydáván Společností přátel starožitností, která byla založena roku 1888. Prvním redaktorem byl Jan Soukup. V období socialismu (od roku 1963) byl časopis vydáván pod názvem Muzejní a vlastivědná práce. Od roku 1988 pak časopis vycházel pod názvem Muzejní a vlastivědná práce / Časopis společnosti přátel starožitností. Roku 2008 došlo k rozdělení obou časopisů, přičemž Národní muzeum zahájilo vydávání vlastního časopisu Muzeum a Časopis Společnosti přátel starožitností vychází samostatně. Časopis patří mezi recenzovaná neimpaktovaná periodika (ISSN 1803-1382) a vychází 4krát ročně, obvykle s menším zpožděním.

## Názvy
- Časopis Společnosti přátel starožitností českých v Praze (1893–1927)
- Časopis Společnosti přátel starožitností československých v Praze (1927–1937)
- Časopis Společnosti přátel starožitností českých v Praze (1937–1938)
- Časopis Společnosti přátel starožitností v Praze (1938)
- Časopis Společnosti přátel starožitností (1938–1962)
- Muzejní a vlastivědná práce (1963–1990). Časopis byl fakticky zrušený, oficiálně byl spojen s vydáváním nového muzejního časopisu
- Muzejní a vlastivědná práce / Časopis společnosti přátel starožitností (1990–2008)
- Časopis Společnosti přátel starožitností (od roku 2008 dosud)